# Кош-медресе
Кош-медресе (узб. Qoʻsh madrasa / Қўш мадраса) — архитектурный ансамбль в западной части исторического центра Бухары, состоящий из двух медресе (Мадари-хан и Абдулла-хан), обращённых фасадами друг к другу. Подобное сочетание двух зданий в Средней Азии обозначается термином «кош», то есть «сдвоенное», или «парное». Возведены в XVI веке от имени правителя Бухарского ханства Абдулла-хана II (1557—1598; до 1583 года правил от имени отца — Искандер-хана).

## Обзор

### Медресе Мадари-хан
Строительство медресе Мадари-хан (построенное от имени матери хана) завершено в 1566—1567 годах. Медресе сильно пострадало после ряда землетрясений и было отреставрировано в 1998 году.

### Медресе Абдулла-хан
Строительство медресе Абдулла-хан начато в 1587—1588 годах, завершено в 1589—1590 годах. На протяжении ряда лет на медресе проводились большие по объёму реставрационные работы, сосредоточенные, в основном, на главном фасаде здания. Большие по объёму реставрационные работы были выполнены к 2500-летнему юбилею основания Бухары.